# Den Brotheridge

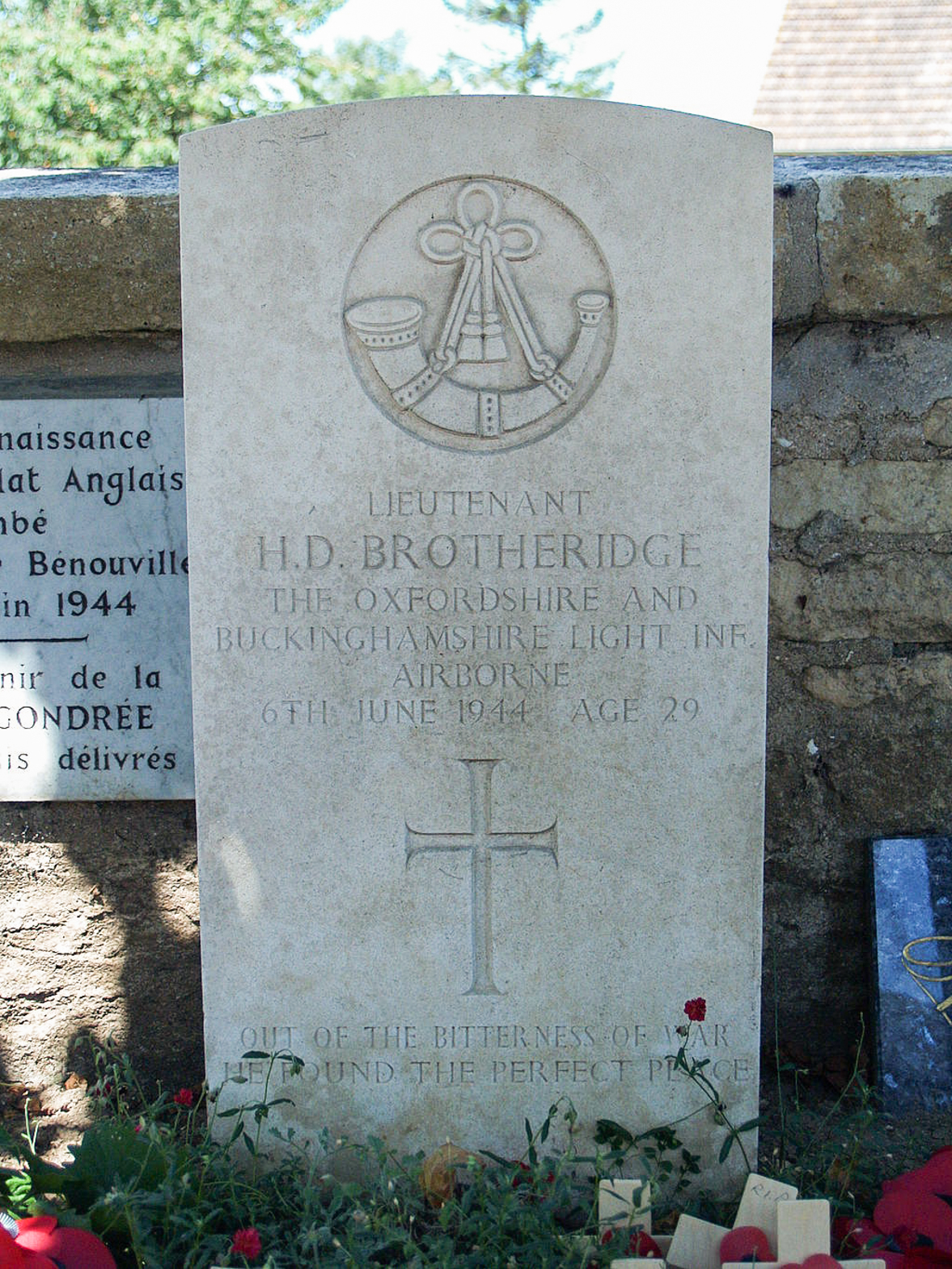
Grafsteen van Den Brotheridge op het kerkhof van Ranville.

Luitenant Herbert Denham Brotheridge was de eerste Britse militair die op D-Day in een gevecht met de Duitsers sneuvelde. Dit gebeurde tijdens Operatie Tonga waarin Brotheridge het 1e Peloton (ook bekend als Nr. 25 Platoon) leidde van majoor John Howards 'D' Compagnie. Zijn opdracht was de brug over het kanaal van Caen in te nemen. De brug is nu beter bekend als de Pegasusbrug.
Hij raakte in eerste instantie zwaargewond na een schot in zijn hals. Later op de dag overleed hij aan zijn verwondingen. Hij werd eerst begraven in een veldgraf tegenover de landingsplaats van zijn zweefvliegtuig en vervolgens op het kerkhof van Ranville nabij Caen. Brotheridge werd 29 jaar.